# Барбу, Эуджен
Эудже́н Ба́рбу (рум. Eugen Barbu; 20 февраля 1924, Бухарест, Румыния — 7 сентября 1993, там же) — румынский писатель, журналист, сценарист и националистический политик. Член-корреспондент Румынской академии (1974).

## Биография
Родился 20 февраля 1924 года в Бухаресте в семье писателя и журналиста Николае Креведиа.
Начал обучение на юридическом факультете Бухарестского университета, но вскоре перевёлся на филологический факультет, который окончил в 1947 году. Начинал как журналист. Был редактором таких изданий как «Luceafăr», «Săptămâna» и других. В литературе дебютировал в 1955 году повестью «Munca de jos». Автор романов, повестей, рассказов. В своих романах касался социально-нравственных проблем. Его прозу, созданную под влиянием неореализма, ставят в один ряд с такими писателями как Матею Караджале, Тудор Аргези, Курцио Малапарте и другими. В кино с 1965 года. С режиссером Дину Кочей сделал серию приключенческих фильмов о гайдуках.
Член Румынской коммунистической партии. Будучи партийным функционером, играл важную роль в аппарате цензуры, возглавлял нападки на инакомыслящих интеллектуалов и принимал участие в антисемитской кампании в прессе, а также выполнял ряд деликатных поручений, в частности вёл переговоры с Мирча Элиаде о его возвращении на родину, но потерпел фиаско. В 1979 году журнал «România Literară» изобличил Барбу в плагиате из текстов советского писателя Константина Паустовского.
Неоднократно избирался депутатом Великого национального собрания. В 1991 году вместе с Корнелиу Вадимом Тудором основал ультранационалистическую партию Великая Румыния. Избирался от этой партии в Палату депутатов Румынии. Как отмечает Стивен Аткинс, оба они с целью реабилитации режима Иона Антонеску занимались отрицанием Холокоста.

Его женой была актриса Марга Барбу. Спустя 11 лет после его смерти сатирический журнал «Academia Cațavencu» представил материалы из дела Секуритате на Барбу, из которых следовало, что Тудор предоставлял Барбу несовершеннолетних девушек для сексуальных утех.
Скончался в Бухаресте 7 сентября 1993 года. Похоронен на кладбище Беллу.

### Романы
- Воздушный шар — круглый / Balonul e rotund (1955)
- Яма / Groapa (1957)
- Северное шоссе / (1959, рус. пер. 1962)
- Князь / Principele (1969)
- Инкогнито[2] / Incognito (тт. 1-3, 1975—1978)

### Повести
- Ойе и его сыновья / Oaie şi ai săi (1958)

### Сценарии
- 1965 — Белый процесс / Procesul alb (по своему роман)
- 1966 — Гайдуки / Haiducii
- 1968 — Похищение девушек / Răpirea fecioarelor (с Михаем Опришем и Дину Кочей)
- 1968 — Месть гайдуков / Răzbunarea haiducilor (с Михаем Опришем и Дину Кочей)
- 1969 — / Amprenta
- 1970 — Гайдуки Шаптекая / Haiducii lui Şaptecai (с Михаем Опришем)
- 1970 — Сотворение мира / Facerea lumii (по своему роман)
- 1971 — Неделя безумных / Săptămîna nebunilor (с Михаем Опришем и Дину Кочей)
- 1972 — Приданое княжны Ралу / Zestrea domniţei Ralu (с Михаем Опришем)
- 1973 — Отец-расточитель / Tatal risipitor (по своему роман)
- 1973 — Август в огне / Un august în flăcări (с Николае Пауль Михаил[рум.], сериал)
- 1975 — / Comoara din Carpaţi
- 1978 — Кто же миллиардер? / Nea Mărin miliardar
- 1979 — Бедный Иоаниде / Bietul Ioanide (по роману Джордже Кэлинеску)
- 1981 — Мэрджелату по прозвищу «Жёлтая Роза» / Trandafirul galben
- 1982 — Путь, усеянный костями / Drumul oaselor
- 1983 — Новые приключения Жёлтой Розы / Misterele Bucureştilor
- 1984 — Серебряная маска / Masca de argint
- 1986 — Старая дева Аурика / Domnişoara Aurica
- 1986 — Бирюзовое ожерелье / Colierul de turcoaze
- 1986 — За всё нужно платить / Totul se plăteşte
- 1988 — Исчезнувшие свидетели / Martori dispăruţi

## Награды
- премия Гердера
- Орден Звезды Социалистической Республики Румынии 4 класса (1964)[3]